# ザ・シンプソンズ・ゲーム
『ザ・シンプソンズ・ゲーム』（The Simpsons Game）は、アニメーションテレビシリーズ、『ザ・シンプソンズ』をベースとしたアクション/プラットフォームのゲームである。エレクトロニック・アーツにより開発、販売、配給が行われた。Wii、PlayStation 3、Xbox 360、PlayStation 2、ニンテンドーDS、PlayStation Portableのクロスプラットフォームでリリースされている。北米でXbox 360版が2007年10月30日にリリースされ、PlayStation 3版が2007年11月29日にリリースされた。
ティム・ロング、マット・セルマン、マット・ウォーバートンなどにより書かれたオリジナルのストーリーラインをベースとしている。テレビ版と同様にこのゲームではポピュラーカルチャー、他のゲーム、販売会社のエレクトロニック・アーツなどのパロディーが含まれる。